# Diocesi di Naviraí
La diocesi di Naviraí (in latino Dioecesis Naviraiensis) è una sede della Chiesa cattolica in Brasile suffraganea dell'arcidiocesi di Campo Grande. Nel 2021 contava 215.500 battezzati su 303.280 abitanti. È retta dal vescovo Ettore Dotti, C.S.F.

## Territorio
La diocesi comprende 19 comuni nella parte sud-orientale dello Stato brasiliano del Mato Grosso do Sul: Naviraí, Anaurilândia, Angélica, Bataguassu, Batayporã, Eldorado, Iguatemi, Itaquiraí, Ivinhema, Japorã, Jateí, Juti, Mundo Novo, Nova Andradina, Novo Horizonte do Sul, Paranhos, Sete Quedas, Tacuru e Taquarussu.
Sede vescovile è la città di Naviraí, dove si trova la cattedrale di Nostra Signora di Fatima.
Il territorio si estende su una superficie di 35.138 km² ed è suddiviso in 22 parrocchie, raggruppate in 4 foranie: Ivinhema, Naviraí, Nova Andradina e Tacuru.

## Storia
La diocesi è stata eretta il 1º giugno 2011 con la bolla Summi Nostri di papa Benedetto XVI, ricavandone il territorio dalla diocesi di Dourados.

## Cronotassi dei vescovi
Si omettono i periodi di sede vacante non superiori ai 2 anni o non storicamente accertati.
- Ettore Dotti, C.S.F., dal 1º giugno 2011

## Statistiche
La diocesi nel 2021 su una popolazione di 303.280 persone contava 215.500 battezzati, corrispondenti al 71,1% del totale.
| anno | popolazione | popolazione | popolazione | presbiteri | presbiteri | presbiteri | presbiteri                | diaconi | religiosi | religiosi | parrocchie |
| anno | battezzati  | totale      | %           | numero     | secolari   | regolari   | battezzati per presbitero | diaconi | uomini    | donne     | parrocchie |
| ---- | ----------- | ----------- | ----------- | ---------- | ---------- | ---------- | ------------------------- | ------- | --------- | --------- | ---------- |
| 2011 | 197.000     | 267.356     | 73,7        | 27         | 10         | 17         | 7.296                     |         | 17        | 25        | 19         |
| 2012 | 198.286     | 291.598     | 68,0        | 31         | 12         | 19         | 6.396                     | 7       | 36        | 25        | 20         |
| 2013 | 199.900     | 294.000     | 68,0        | 32         | 14         | 18         | 6.246                     | 9       | 18        | 20        | 20         |
| 2016 | 206.844     | 290.666     | 71,2        | 29         | 14         | 15         | 7.132                     | 8       | 16        | 20        | 20         |
| 2019 | 212.100     | 298.519     | 71,1        | 32         | 17         | 15         | 6.628                     | 8       | 17        | 24        | 20         |
| 2021 | 215.500     | 303.280     | 71,1        | 33         | 17         | 16         | 6.530                     | 8       | 17        | 19        | 22         |